# Sébé-Brikolo
Le Sebe-Brikolo est un département de la province du Haut-Ogooué au Gabon. Sa préfecture est Okondja.